# حسینیه یوسف‌آباد
حسینیه یوسف‌آباد؛ نام حسینیه‌ای تاریخی مربوط به دورهٔ قاجار است و در شهرستان عشق‌آباد، روستای یوسف‌آباد واقع شده و این اثر در تاریخ ۱۶ اسفند ۱۳۸۴ با شمارهٔ ثبت ۱۴۸۷۳ به‌عنوان یکی از آثار ملی ایران به ثبت رسیده است.